# Cavalcata delle Valchirie

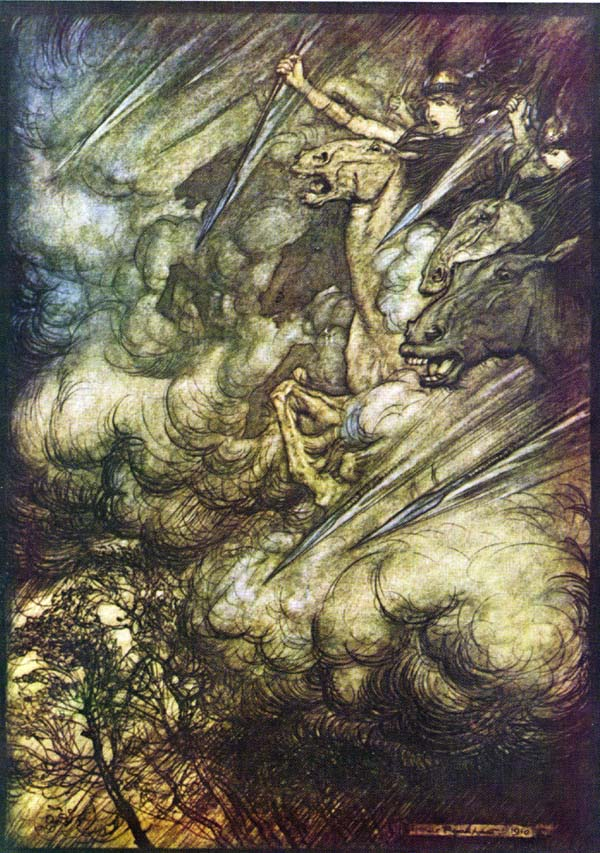
Dipinto di Arthur Rackham illustrante la cavalcata delle Valchirie.

La Cavalcata delle Valchirie, in tedesco Walkürenritt, è un celebre brano presente nel terzo atto dell'opera La Valchiria del compositore tedesco Richard Wagner.
Il tema principale fu scritto il 23 luglio 1851. Un abbozzo preliminare fu composto nel 1854 come parte di composizione di tutta l'opera, che fu orchestrata completamente dalla fine del primo quarto nel 1856.
La Cavalcata delle Valchirie è senza dubbio il brano musicale più conosciuto di Wagner e si distingue particolarmente per i suoi riferimenti nella cultura popolare, essendo usata come stereotipo dell'opera eroica e abbinata a tutto ciò che è attinente alla guerra.

## Nella cinematografia
La Cavalcata è stata usata in numerosi film, soprattutto in scene belliche. Viene utilizzata nel film Nascita di una nazione (1915) di David Wark Griffith, quando "i precedenti nemici del Nord e del Sud sono di nuovo uniti in difesa del loro diritto di nascita ariano" contro i precedenti schiavi neri dopo la fine della guerra civile.
Molto noto è il suo utilizzo nel film di Francis Ford Coppola Apocalypse Now, nella scena in cui uno squadrone di elicotteri inserisce il brano mentre attacca un villaggio vietnamita per attuare una sorta di guerra psicologica. Il tema ha un ruolo importante anche nel film 8½ di Federico Fellini, dove viene inserita ben due volte. È stata utilizzata anche in altri film meno noti tra cui anche il film d'animazione Arthur e la vendetta di Maltazard di Luc Besson.
Ecco una lista non completa di film in cui viene utilizzata:
| Nome del film                     | Anno | Regista                      |
| --------------------------------- | ---- | ---------------------------- |
| Nascita di una nazione            | 1915 | David Wark Griffith          |
| Uno, due, tre!                    | 1961 | Billy Wilder                 |
| 8½                                | 1963 | Federico Fellini             |
| Il mio nome è Nessuno             | 1973 | Tonino Valerii, Sergio Leone |
| Pasqualino settebellezze          | 1976 | Lina Wertmüller              |
| Il fantasma del regime            | 1976 | Sylvio Back                  |
| Apocalypse Now                    | 1979 | Francis Ford Coppola         |
| The Blues Brothers                | 1980 | John Landis                  |
| Superfantozzi                     | 1986 | Neri Parenti                 |
| Casper                            | 1995 | Brad Silberling              |
| Small Soldiers                    | 1998 | Joe Dante                    |
| Lord of War                       | 2005 | Andrew Niccol                |
| Operazione Valchiria              | 2008 | Bryan Singer                 |
| Watchmen                          | 2009 | Zack Snyder                  |
| Arthur e la vendetta di Maltazard | 2009 | Luc Besson                   |
| Rango                             | 2011 | Gore Verbinski               |
| The Lone Ranger                   | 2013 | Gore Verbinski               |

## Altri utilizzi
Venne utilizzata nella serie TV tedesca Il clown, nella puntata Il caso Gortz del 1998, quando Dobbs fa uno stunt col suo elicottero, facendosi chiamare "Super Dobbs", cercando di prendere Max Zander alias Il clown da uno degli elicotteri dell'antagonista.
Dal settembre del 2010 fino al luglio del 2011 la Cavalcata delle Valchirie è stata utilizzata come musica d'ingresso del wrestler Daniel Bryan. Dal novembre del 2011 al 2021, ha utilizzato una versione del brano riarrangiata in chiave rock e intitolata Flight of the Valkyries.
Fa parte della colonna sonora dei videogiochi Far Cry 3 (2012), Metal Gear Solid V: Ground Zeroes (2014) e Metal Gear Solid V: The Phantom Pain (2015).